# Almindelig ildtorn
Almindelig Ildtorn (Pyracantha coccinea) er en løvfældende eller vintergrøn busk med en stiv og udbredt vækst. Grenene er kraftige og forsynet med svære grentorne.  Almindelig Ildtorn danner mange, smukt røde frugter. Planten kan fryse helt ned efter hård barfrost og dog komme igen næste forår. Frugterne er meget eftertragtet af fuglene.

## Beskrivelse
Barken er først olivenbrun og glat. Senere bliver den gråsort og lidt ru. Gammel bark kan sprække op. Knopperne sidder spredt, og de er kegleformede og ret små. Bladene er spatelformede med rundtakket rand. Oversiden er blankt friskgrøn, mens undersiden er lyst grågrøn. 
Blomstringen sker i juli, og blomsterne sidder i endestillede halvskærme (på grene, som er mere end 2 år gamle). Den enkelte blomst minder i størrelse, form og "duft" om tjørneblomster. Frugterne minder lidt om små rønnebær. De danner næppe spiredygtige frø her i landet.
Rodsystemet består af mange kraftige og vidt forgrenede hoved- og siderødder. 
Højde x bredde og årlig tilvækst: 4 x 3 m (50 x 50 cm/år), størrelse og tilvækst kan dog være betydeligt anderledes efter hårde vintre!.

## Hjemsted
Almindelig Ildtorn gror på tør bund i solrige egne af Sydeuropa, hvor den danner krat, underskov og skovbryn på steder, hvor skoven ikke er helt tæt. 
På en bjergknold i nærheden af San Gimignano har den bl.a. følgende ledsageplanter: Humlebøg, Valnød, Engriflet Hvidtjørn, Manna-Ask, Oliven, Pinje, Slåen, Sten-Eg og Træ-Lyng.